# Superhrvoje
Superhrvoje je bio hrvatski ratno-propagandni strip iz juna 1992. godine, nastao tokom rata u SFRJ. Autori su bili Siniša Ercegovac i Nikola Listeš, a izdavač je bila Slobodna Dalmacija iz Splita.
Superhrvoje je hrvatska verzija američkog Kapetana Amerike kome je glavni neprijatelj srpska/jugoslovenska vojska. Položivši svoje ruke na kameni pleter, Hrvoje se pretvara u kamenog čoveka. Prema legendi, svaki put kada se nevina krv prolije na starohrvatskom kamenom zemljištu, mala kamena statua patuljka oživljava i poverava moć kamena svome nalazaču. Zadatak ovog super-junaka je da odbrani svoju zemlju od okupatora. Kad se pretvorio u kamenog čoveka, čitava površina Hrvojevog tela bila je prekrivena kamenom, čineći ga gotovo neranjivim. Superhrvoje može da ispucava kamenje iz svojih dlanova i da se stapa s bilo kojom kamenom površinom.
Objavljen je jedan broj u 60.000 primeraka, ali serija nije nastavljena zbog finansijskog neuspeha.
Koautor stripa Nikola Listeš ovako komentariše poduhvat:
| „ | Ideja o Superhrvoju javila se 1991. godine za vrijeme napada na Hrvatsku. Moj prijatelj i strip-crtač Siniša Ercegovac mi je došao s idejom stripa o prvom hrvatskom superjunaku. Poznato je da je nastao za vrijeme rata i da se borio protiv nacista. Ideja novinara koji je dijete naših gastarbajtera i dolazi u Hrvatsku te postaje Superhrvoje — čovjek od kamena — odmah mi se svidjela. Prva epizoda je izdana 1992. godine u lipnju [junu] i bila odlično primljena. I kritike su bile odlične, ali ipak druga epizoda koju je nacrtao Siniša nije ugledala svjetlost dana. Ni dan danas ne znam zašto se taj projekt ugasio iako je imao prodajnu budućnost i tržište. Znam da su ga hrvatski vojnici oduševljeno prigrlili. Ja i Siniša smo bili spremni nastaviti crtati dalje epizode, ali strip je bio ugašen vjerojatno zato što je imao hrvatski predznak. Pravo je čudo da i Superhrvoje nije završio u Haagu zbog prekomjerne upotrebe vatre recimo, ili zbog zločinačkog pothvata ha, ha... Danas čujem da je među strip-kolekcionarima jako tražen, a osobito u Srbiji! Meni i danas dođu ljudi i pitaju kada će druga epizoda i što se događa sa Superhrvojem u njoj? Nažalost, tada nismo znali da će to biti i jedini objavljeni strip-album o Domovinskom ratu. | ” |

## Spoljašnje veze
- Superhrvoje,  (језик: енглески)
- Superhrvoje na forum.hr (језик: хрватски)
- Najgori strip junaci Архивирано на веб-сајту  (2. август 2014) — recenzija stripa (језик: хрватски)